# دشپتال
دشپتال (به آلمانی: Despetal) یک منطقهٔ مسکونی در آلمان است که در Gronau واقع شده‌است. دشپتال ۱٬۲۳۷ نفر جمعیت دارد.